# Michael Wenninger
Michael Wenninger (*  27. November 1969 in Wolfratshausen) ist ein deutscher Schauspieler.

## Leben
Michael Wenninger stammt aus Oberbayern und absolvierte ein Schauspielstudium in München. Im Anschluss folgten Engagements an das Maxim-Gorki-Theater in Berlin, das Theater der Stadt Heidelberg, das Saarländische Staatstheater in Saarbrücken und an die Ruhrfestspiele nach Recklinghausen. So verkörperte er unter anderem 2004 am Maxim-Gorki-Theater die Titelrolle in Anton Tschechows Platonow in einer Inszenierung von Uwe Eric Laufenberg. Am Volkstheater in Wien war er ab der Spielzeit 2007/2008 als Carlos in Goethes Trauerspiel Clavigo zu sehen. In der Spielzeit 2012/2013 spielt er dort den Karenin in einer Adaption von Leo Tolstois Anna Karenina.
Michael Wenninger wirkte auch in verschiedenen Film- und Fernsehproduktionen mit. Darunter befand sich die ProSieben-Produktion Die Schläfer mit Gesine Cukrowski, Michael Mendl und Axel Milberg. Er trat als Darsteller in vielen Fernsehserien wie Um Himmels Willen, Der letzte Zeuge, SOKO Wismar, SOKO Leipzig, Da kommt Kalle, Notruf Hafenkante, Ein Fall für zwei und Flemming auf. In dem Fernsehfilm Der illegale Tod aus der Fernsehreihe Tatort war er im Jahr 2011 als Staatssekretär Neumann zu sehen.

## Filmografie (Auswahl)
- 1998: Die Schläfer (Fernsehfilm)
- 2000: Eine Hand schmiert die andere (Fernsehfilm)
- 2001: Cometa (Kurzfilm)
- 2002–2003: Um Himmels Willen (Fernsehserie) – 11 Folgen als Dr. Martin Richter
- 2004: Der letzte Zeuge (Fernsehserie) – Die Frösche, die Kinder, der Tod
- 2006: Tornado – Der Zorn des Himmels (Fernsehfilm)
- 2007: Tatort – Blutsbande (Fernsehreihe)
- 2007: Tatort – Macht der Angst
- 2007: Phantomschmerz (Kurzfilm)
- 2007: Da kommt Kalle (Fernsehserie) – Der Querulant
- 2008: Im Namen des Gesetzes (Fernsehserie) – Ein Vater zu viel
- 2008: Das Duo (Fernsehserie) – Verkauft und verraten
- 2008: Die Anwälte (Fernsehserie) – Entmündigung
- 2008: Notruf Hafenkante (Fernsehserie) – Vertrauensfrage
- 2009:  Der Bergdoktor (Fernsehserie) – Trennungsschmerz
- 2009: Der Dicke (Fernsehserie) – Gefährliche Ratschläge
- 2009: SOKO Wismar (Fernsehserie) – Eigenheim
- 2009: Wohin mit Vater? (Fernsehfilm)
- 2010: Vom Ende der Liebe (Fernsehfilm)
- 2011: SOKO Leipzig (Fernsehserie) – Abgelenkt
- 2011: Flemming (Fernsehserie) – Der Gesang der Schlange
- 2011: Tatort – Der illegale Tod
- 2011: Rosa Roth (Fernsehreihe) – Notwehr
- 2012: Ein Fall für zwei (Fernsehserie) – Frankfurt Superstar
- 2013: Notruf Hafenkante (Fernsehserie) – Riskante Entscheidung
- 2013: Bloch – Die Lavendelkönigin (Fernsehreihe)
- 2014: Der Alte (Fernsehserie) – Straflos